# Petar Mihtarski
Petar Sotirov Mihtarski (em búlgaro:  Петър Михтарски; Blagoevgrad, 15 de julho de 1966) é um treinador e ex-futebolista búlgaro que atuou como atacante.
Acumulou um total de 303 jogos e 158 gols pela Primeira Liga de Futebol Profissional durante 14 temporadas, representando principalmente o Pirin Blagoevgrad (nove anos) e o Levski Sofia (três). Também competiu profissionalmente em Portugal e Espanha.
Mihtarski fez parte da seleção búlgara na Copa do Mundo FIFA de 1994. Em 2002, começou a trabalhar como treinador.

## Carreira nos clubes
Nascido em Blagoevgrad, Mihtarski passou os primeiros 13 anos de sua carreira (incluindo os anos da juventude) no Pirin, fazendo sua estreia na primeira equipe – e na Primeira Liga de Futebol Profissional – em 1982–83, aparecendo em oito jogos e marcando quatro gols em um eventual rebaixamento. Marcou dois dígitos em cinco das seis temporadas seguintes.
No verão de 1989, Mihtarski assinou com o Levski Sofia, marcando 24 gols em sua campanha de estreia e ganhando uma Copa da Bulgária durante sua passagem de dois anos. Posteriormente, ingressou no Porto em Portugal, sendo barrado pelo compatriota Emil Kostadinov durante a maior parte da sua estadia e também sendo emprestado duas vezes ao Famalicão, também da Primeira Liga; em seu primeiro ano, no entanto, marcou cinco gols em apenas 11 jogos, já que os nortistas venceram o campeonato nacional pela terceira vez em cinco anos.
Em fevereiro de 1994, Mihtarski foi dispensado pelo Porto e voltou ao Pirin, marcando cinco gols em três meses para ajudar o clube a manter o status de primeira divisão . Juntou-se então ao CSKA Sófia, igualando o melhor da carreira com 24 gols em 1994–95, o melhor na competição, mas não bom o suficiente para o título nacional, já que o ex-time Levski venceu o campeonato com o CSKA em apenas quinto lugar.
Em 23 de setembro de 1994, Mihtarksi marcou o único gol do CSKA na derrota recorde de 1–7 contra o Levski. Durante a Copa da UEFA daquele ano, acrescentou dois para ajudar os anfitriões a derrotar a Juventus FC por 3–2, mas posteriormente foi considerado inelegível para o jogo e o adversário venceu por 3–0; encontrou também a rede na segunda mão, uma derrota por 1–5 em Turim.
Mihtarski mudou-se para o exterior novamente em janeiro de 1996, passando a maior parte das duas temporadas seguintes sem marcar, incluindo pelo Mallorca da Espanha e pelo Wolfsburg, ambos com times na segunda divisão de seus respectivos países. Depois de mais dois anos no Pirin, aposentou-se aos 35 anos, vencendo o primeiro e único campeonato búlgaro de sua carreira, com o Levski, embora aparecesse com moderação.
Mihtarski treinou vários clubes após aposentar-se, incluindo Pirin, Vihren, Belasitsa e Pirin 1922. Entre 2014 e 2018 foi treinador adjunto da seleção búlgara sub-21.

## Carreira internacional
Mihtarski é o jogador com mais partidas pela seleção búlgara sub-21 da história, atuando em 51 partidas e marcando 21 gols. Barrado por jogadores como Kostadinov, Lyuboslav Penev, Nasko Sirakov e Hristo Stoichkov, Mihtarski somou oito internacionalizações pela Bulgária em seis anos (sem gols), com sua estreia em 28 de abril de 1988, contra a Dinamarca. Fez parte do time que chegou às semifinais da Copa do Mundo FIFA de 1994, nos Estados Unidos, mas sua entrada na competição consistiu em um minuto na vitória por pênaltis contra o México nas oitavas de final.

## Vida pessoal
Mihtarski foi apenas o segundo futebolista búlgaro cujo sobrenome não terminava com “V” a disputar a Copa do Mundo FIFA. O primeiro foi Milko Gaydarski, em 1970.

## Honras

### Clube
Pirin
- Copa da Bulgária: vice-campeão 1993–94

Levski
- Primeira Liga de Futebol Profissional (Bulgária): 2000–01
- Copa da Bulgária: 1990–91

Porto
- Primeira Liga: 1991–92

### Internacional
Bulgária
- Copa do Mundo FIFA: quarto lugar 1994

### Individual
- Primeira Liga de Futebol Profissional (Bulgária): Melhor artilheiro de 1994–95 (24 gols)